# Retzwiller
Retzwiller (en alsacià Ratzwíller) és un municipi francès, situat a la regió del Gran Est, al departament de l'Alt Rin. L'any 2006 tenia 656 habitants.

## Demografia
| 1962 | 1968 | 1975 | 1982 | 1990 | 1999 |
| ---- | ---- | ---- | ---- | ---- | ---- |
| 607  | 655  | 512  | 538  | 538  | 583  |

## Administració
| Període | Identitat          | Partit |
| ------- | ------------------ | ------ |
| 2001-   | François Gissinger |        |